# Nalbantichthys elongatus
Nalbantichthys elongatus är en fiskart som beskrevs av Schultz, 1967. Nalbantichthys elongatus ingår i släktet Nalbantichthys och familjen tånglakefiskar. Inga underarter finns listade i Catalogue of Life.